# Óscar Cardozo
Óscar René Cardozo Marín (Juan Eulogio Estigarribia, 20 maggio 1983) è un calciatore paraguaiano, attaccante del Libertad.

## Carriera

### Club

#### Gli esordi in patria e il Newell's Old Boys
Cardozo debutta nel Club 24 de Junio e successivamente si trasferisce nel 3 de Febrero, in Paraguay prima di andare al Club Nacional nel 2005.
Approda quindi al Newell's Old Boys, in Argentina, nella seconda metà del 2006 dopo una stagione da 17 gol per il Nacional Asunción nel Torneo di Apertura. Nel Newell's ritrova altri giocatori paraguaiani come Diego Gavilán, Santiago Salcedo e Justo Villar e ha un impatto decisivo nel torneo con 11 gol in 16 partite nell'Apertura 2006. Grazie a queste prestazioni viene premiato come il giocatore paraguaiano dell'anno nel 2006. Nella sua ultima stagione in Argentina, segna 10 gol per il Newell's nel campionato Clausura, riuscendo così ad evitare la retrocessione del club.

#### L'affermazione al Benfica
Il 21 giugno 2007 passa ufficialmente in Portogallo al Benfica per una cifra vicina ai 9,1 milioni di euro, che lo hanno reso il secondo acquisto più costoso nella storia del club portoghese, dietro solo all'ex simbolo e capitano, Simão, per il quale il Benfica nel 2001 spese l'equivalente di 25 miliardi di lire. Nel 2009 viene nominato per la seconda volta Calciatore paraguaiano dell'anno. Con 9 reti è il capocannoniere della UEFA Europa League 2009-2010. Il 15 gennaio 2013 ha rinnovato il contratto con la società portoghese fino al 2016. il 15 maggio va in gol su calcio di rigore nella sconfitta 1-2 del club lusitano in finale di UEFA Europa League 2012-2013.
In totale con il club lusitano ottiene 292 presenze e ben 172 gol, conquistando inoltre 2 campionati portoghesi (2009-2010 e 2013-2014), 1 coppa di Portogallo (2013-2014) e 5 coppe di lega (2008-2009, 2009-2010, 2010-2011, 2011-2012, 2013-2014) e vincendo anche i titoli di capocannoniere del campionato portoghese (2009-2010 e 2011-2012) e della coppa di Portogallo (2012-2013).

#### Il Trabzonspor, l'Olympiakos e il Libertad
Il 4 agosto 2014 viene acquistato per 5 milioni di euro dal Trabzonspor, club militante in Süper Lig. In due stagioni in Turchia ottiene complessivamente 66 presenze segnando 28 gol.
Il 31 agosto 2016 si trasferisce all'Olympiakos, firmando un contratto biennale con la squadra greca.
Il 1º luglio 2017, dopo il primo anno con la squadra greca, l'attaccante paraguayano decide di tornare in patria e lo fa vestendo la maglia del Libertad, con cui ritrova numerosi gol.

### Nazionale
Sul finire del 2006 inizia la sua carriera nella nazionale paraguaiana. Le sue ottime prestazioni al Newell's gli permettono di partecipare alla Copa América 2007. Inoltre ha partecipato al campionato mondiale di calcio del 2010, in cui la propria nazionale ha raggiunto i quarti di finale.
Convocato solo saltuariamente dopo il 2013, viene convocato per la Copa América 2019 nella quale, all'età di 36 anni, diventa il più anziano marcatore della propria nazionale, segnando una rete il 16 giugno nella prima partita del girone contro il Qatar. Successivamente, il 21 novembre 2023, scendendo in campo nella sfida persa 0-1 contro la Colombia all'età di 40 anni e 185 giorni, diviene il giocatore più anziano di sempre a scendere in campo con la nazionale sudamericana.

## Statistiche

### Presenze e reti nei club
Statistiche aggiornate al 17 agosto 2025.
| Stagione            | Squadra             | Campionato          | Campionato | Campionato | Coppe nazionali | Coppe nazionali | Coppe nazionali | Coppe continentali | Coppe continentali | Coppe continentali | Altre coppe | Altre coppe | Altre coppe | Totale | Totale |
| Stagione            | Squadra             | Comp                | Pres       | Reti       | Comp            | Pres            | Reti            | Comp               | Pres               | Reti               | Comp        | Pres        | Reti        | Pres   | Reti   |
| ------------------- | ------------------- | ------------------- | ---------- | ---------- | --------------- | --------------- | --------------- | ------------------ | ------------------ | ------------------ | ----------- | ----------- | ----------- | ------ | ------ |
| 2003                | 3 de Febrero        | DI                  | 19+3       | 11+3       |                 | -               | -               |                    | -                  | -                  | -           | -           | -           | 22     | 14     |
| 2004                | 3 de Febrero        | DI                  | 12         | 6          |                 | -               | -               |                    | -                  | -                  | -           | -           | -           | 12     | 6      |
| Totale 3 de Febrero | Totale 3 de Febrero | Totale 3 de Febrero | 31+3       | 17+3       |                 | -               | -               |                    | -                  | -                  |             | -           | -           | 34     | 20     |
| 2004                | Nacional            | DP                  | 14         | 3          |                 | -               | -               |                    | -                  | -                  | -           | -           | -           | 14     | 3      |
| 2005                | Nacional            | DP                  | 29+1       | 9+1        |                 | -               | -               |                    | -                  | -                  | -           | -           | -           | 30     | 10     |
| 2006                | Nacional            | DP                  | 18         | 17         |                 | -               | -               | CL                 | 2                  | 0                  | -           | -           | -           | 20     | 17     |
| Totale Nacional     | Totale Nacional     | Totale Nacional     | 61+1       | 29+1       |                 | -               | -               |                    | 2                  | 0                  |             | -           | -           | 64     | 30     |
| 2006-2007           | Newell's Old Boys   | PD                  | 33         | 21         | -               | -               | -               | -                  | -                  | -                  | -           | -           | -           | 33     | 21     |
| 2007-2008           | Benfica             | PL                  | 29         | 13         | CP+CdL          | 5+0             | 5               | UCL+CU             | 8+3                | 3+1                | -           | -           | -           | 45     | 22     |
| 2008-2009           | Benfica             | PL                  | 26         | 17         | CP+CdL          | 2+4             | 0               | CU                 | 3                  | 0                  | -           | -           | -           | 35     | 17     |
| 2009-2010           | Benfica             | PL                  | 29         | 26         | CP+CdL          | 0+5             | 2               | UEL                | 13                 | 10                 | -           | -           | -           | 47     | 38     |
| 2010-2011           | Benfica             | PL                  | 22         | 12         | CP+CdL          | 5+2             | 5+1             | UCL+UEL            | 4+8                | 1+4                | SP          | 1           | 0           | 42     | 23     |
| 2011-2012           | Benfica             | PL                  | 29         | 20         | CP+CdL          | 0+4             | 3               | UCL                | 12                 | 5                  | -           | -           | -           | 45     | 28     |
| 2012-2013           | Benfica             | PL                  | 25         | 17         | CP+CdL          | 6+2             | 6+1             | UCL+UEL            | 5+9                | 2+7                | -           | -           | -           | 47     | 33     |
| 2013-2014           | Benfica             | PL                  | 15         | 7          | CP+CdL          | 5+1             | 3+0             | UCL+UEL            | 4+7                | 1+0                | -           | -           | -           | 32     | 11     |
| Totale Benfica      | Totale Benfica      | Totale Benfica      | 175        | 112        |                 | 41              | 26              |                    | 76                 | 34                 |             | 1           | 0           | 293    | 172    |
| 2014-2015           | Trabzonspor         | SL                  | 29         | 17         | TK              | 3               | 2               | UEL                | 10                 | 1                  | -           | -           | -           | 42     | 20     |
| 2015-2016           | Trabzonspor         | SL                  | 21         | 8          | TK              | 1               | 0               | UEL                | 2                  | 0                  | -           | -           | -           | 24     | 8      |
| Totale Trabzonspor  | Totale Trabzonspor  | Totale Trabzonspor  | 50         | 25         |                 | 4               | 2               |                    | 12                 | 1                  |             | -           | -           | 66     | 28     |
| 2016-2017           | Olympiakos          | SL                  | 22         | 3          | CG              | 7               | 0               | UCL                | 5                  | 0                  | -           | -           | -           | 34     | 3      |
| lug.-dic. 2017      | Libertad            | PD                  | 14         | 4          | -               | -               | -               | CS                 | 6                  | 4                  | -           | -           | -           | 20     | 8      |
| 2018                | Libertad            | PD                  | 43         | 23         | CP              | -               | -               | CL                 | 6                  | 5                  | -           | -           | -           | 49     | 28     |
| 2019                | Libertad            | PD                  | 32         | 9          | CP              | 1               | 0               | CL                 | 11                 | 4                  | -           | -           | -           | 44     | 13     |
| 2020                | Libertad            | PD                  | 31         | 13         |                 | -               | -               | CL                 | 9                  | 4                  | -           | -           | -           | 40     | 17     |
| 2021                | Libertad            | PD                  | 30         | 12         | CP              | 4               | 1               | CL+CS              | 2+6                | 0+0                | -           | -           | -           | 42     | 13     |
| 2022                | Libertad            | PD                  | 35         | 13         | CP              | 2               | 1               | CL                 | 7                  | 1                  | -           | -           | -           | 44     | 15     |
| 2023                | Libertad            | PD                  | 39         | 21         | CP              | 3               | 1               | CL+CS              | 4+4                | 2+1                | -           | -           | -           | 50     | 25     |
| 2024                | Libertad            | PD                  | 36         | 9          | CP              | 4               | 0               | CL+CS              | 3+4                | 1+2                | -           | -           | -           | 47     | 12     |
| 2025                | Libertad            | PD                  | 23         | 5          | CP              | 0               | 0               | CL                 | 2                  | 1                  | SP          | 1           | 0           | 26     | 6      |
| Totale Libertad     | Totale Libertad     | Totale Libertad     | 283        | 109        |                 | 14              | 3               |                    | 64                 | 25                 |             | 1           | 0           | 362    | 138    |
| Totale carriera     | Totale carriera     | Totale carriera     | 659        | 320        |                 | 66              | 31              |                    | 159                | 60                 |             | 2           | 0           | 886    | 411    |

### Cronologia presenze e reti in nazionale
| Cronologia completa delle presenze e delle reti in nazionale ― Paraguay | Cronologia completa delle presenze e delle reti in nazionale ― Paraguay | Cronologia completa delle presenze e delle reti in nazionale ― Paraguay | Cronologia completa delle presenze e delle reti in nazionale ― Paraguay | Cronologia completa delle presenze e delle reti in nazionale ― Paraguay | Cronologia completa delle presenze e delle reti in nazionale ― Paraguay | Cronologia completa delle presenze e delle reti in nazionale ― Paraguay | Cronologia completa delle presenze e delle reti in nazionale ― Paraguay |
| Data                                                                    | Città                                                                   | In casa                                                                 | Risultato                                                               | Ospiti                                                                  | Competizione                                                            | Reti                                                                    | Note                                                                    |
| ----------------------------------------------------------------------- | ----------------------------------------------------------------------- | ----------------------------------------------------------------------- | ----------------------------------------------------------------------- | ----------------------------------------------------------------------- | ----------------------------------------------------------------------- | ----------------------------------------------------------------------- | ----------------------------------------------------------------------- |
| 7-10-2006                                                               | Brisbane                                                                | Australia                                                               | 1 – 1                                                                   | Paraguay                                                                | Amichevole                                                              | -                                                                       |                                                                         |
| 15-11-2006                                                              | Viña del Mar                                                            | Cile                                                                    | 3 – 2                                                                   | Paraguay                                                                | Amichevole                                                              | -                                                                       | 67’                                                                     |
| 2-6-2007                                                                | Vienna                                                                  | Austria                                                                 | 0 – 0                                                                   | Paraguay                                                                | Amichevole                                                              | -                                                                       | 83’                                                                     |
| 5-6-2007                                                                | Città del Messico                                                       | Messico                                                                 | 0 – 1                                                                   | Paraguay                                                                | Amichevole                                                              | 1                                                                       | 75’                                                                     |
| 20-6-2007                                                               | Santa Cruz de la Sierra                                                 | Bolivia                                                                 | 0 – 0                                                                   | Paraguay                                                                | Amichevole                                                              | -                                                                       | 70’                                                                     |
| 28-6-2007                                                               | Maracaibo                                                               | Paraguay                                                                | 5 – 0                                                                   | Colombia                                                                | Coppa America 2007 - 1º turno                                           | -                                                                       | 67’                                                                     |
| 2-7-2007                                                                | Barinas                                                                 | Stati Uniti                                                             | 1 – 3                                                                   | Paraguay                                                                | Coppa America 2007 - 1º turno                                           | 1                                                                       | 73’                                                                     |
| 8-7-2007                                                                | Maturín                                                                 | Messico                                                                 | 6 – 0                                                                   | Paraguay                                                                | Coppa America 2007 - Quarti di finale                                   | -                                                                       | 67’                                                                     |
| 8-9-2007                                                                | Puerto Ordaz                                                            | Venezuela                                                               | 3 – 2                                                                   | Paraguay                                                                | Amichevole                                                              | -                                                                       | 81’                                                                     |
| 12-9-2007                                                               | Bogotà                                                                  | Colombia                                                                | 1 – 0                                                                   | Paraguay                                                                | Amichevole                                                              | -                                                                       | 10’                                                                     |
| 13-10-2007                                                              | Lima                                                                    | Perù                                                                    | 0 – 0                                                                   | Paraguay                                                                | Qual. Mondiali 2010                                                     | -                                                                       | 66’                                                                     |
| 17-10-2007                                                              | Asunción                                                                | Paraguay                                                                | 1 – 0                                                                   | Uruguay                                                                 | Qual. Mondiali 2010                                                     | -                                                                       | 66’ 83’                                                                 |
| 6-2-2008                                                                | San Pedro Sula                                                          | Honduras                                                                | 2 – 0                                                                   | Paraguay                                                                | Amichevole                                                              | -                                                                       | 68’                                                                     |
| 26-3-2008                                                               | Atteridgeville                                                          | Sudafrica                                                               | 3 – 0                                                                   | Paraguay                                                                | Amichevole                                                              | -                                                                       | 22’                                                                     |
| 31-5-2008                                                               | Tolone                                                                  | Francia                                                                 | 0 – 0                                                                   | Paraguay                                                                | Amichevole                                                              | -                                                                       | 57’                                                                     |
| 15-6-2008                                                               | Asunción                                                                | Paraguay                                                                | 2 – 0                                                                   | Brasile                                                                 | Qual. Mondiali 2010                                                     | -                                                                       | 81’                                                                     |
| 18-6-2008                                                               | La Paz                                                                  | Bolivia                                                                 | 4 – 2                                                                   | Paraguay                                                                | Qual. Mondiali 2010                                                     | -                                                                       | 62’                                                                     |
| 20-8-2008                                                               | Nyon                                                                    | Paraguay                                                                | 1 – 1                                                                   | Arabia Saudita                                                          | Amichevole                                                              | -                                                                       | 55’                                                                     |
| 6-9-2008                                                                | Buenos Aires                                                            | Argentina                                                               | 1 – 1                                                                   | Paraguay                                                                | Qual. Mondiali 2010                                                     | -                                                                       | 71’                                                                     |
| 11-10-2008                                                              | Bogotà                                                                  | Colombia                                                                | 0 – 1                                                                   | Paraguay                                                                | Qual. Mondiali 2010                                                     | -                                                                       | 86’                                                                     |
| 15-10-2008                                                              | Asunción                                                                | Paraguay                                                                | 1 – 0                                                                   | Perù                                                                    | Qual. Mondiali 2010                                                     | 1                                                                       | 67’                                                                     |
| 19-11-2008                                                              | Mascate                                                                 | Oman                                                                    | 0 – 1                                                                   | Paraguay                                                                | Amichevole                                                              | -                                                                       |                                                                         |
| 28-3-2009                                                               | Montevideo                                                              | Uruguay                                                                 | 2 – 0                                                                   | Paraguay                                                                | Qual. Mondiali 2010                                                     | -                                                                       | 69’                                                                     |
| 6-6-2009                                                                | Asunción                                                                | Paraguay                                                                | 0 – 2                                                                   | Cile                                                                    | Qual. Mondiali 2010                                                     | -                                                                       | 42’ 60’                                                                 |
| 12-8-2009                                                               | Seul                                                                    | Corea del Sud                                                           | 0 – 0                                                                   | Paraguay                                                                | Amichevole                                                              | -                                                                       | 61’                                                                     |
| 5-9-2009                                                                | Asunción                                                                | Paraguay                                                                | 1 – 0                                                                   | Bolivia                                                                 | Qual. Mondiali 2010                                                     | -                                                                       | 88’                                                                     |
| 10-10-2009                                                              | Puerto Ordaz                                                            | Venezuela                                                               | 1 – 2                                                                   | Paraguay                                                                | Qual. Mondiali 2010                                                     | 1                                                                       | 68’                                                                     |
| 14-10-2009                                                              | Asunción                                                                | Paraguay                                                                | 0 – 2                                                                   | Colombia                                                                | Qual. Mondiali 2010                                                     | -                                                                       | 66’                                                                     |
| 18-11-2009                                                              | Eindhoven                                                               | Paesi Bassi                                                             | 0 – 0                                                                   | Paraguay                                                                | Amichevole                                                              | -                                                                       | 65’                                                                     |
| 14-6-2010                                                               | Città del Capo                                                          | Italia                                                                  | 1 – 1                                                                   | Paraguay                                                                | Mondiali 2010 - 1º turno                                                | -                                                                       | 76’                                                                     |
| 20-6-2010                                                               | Bloemfontein                                                            | Paraguay                                                                | 2 – 0                                                                   | Slovacchia                                                              | Mondiali 2010 - 1º turno                                                | -                                                                       | 82’                                                                     |
| 24-6-2010                                                               | Polokwane                                                               | Paraguay                                                                | 0 – 0                                                                   | Nuova Zelanda                                                           | Mondiali 2010 - 1º turno                                                | -                                                                       | 66’                                                                     |
| 29-6-2010                                                               | Pretoria                                                                | Paraguay                                                                | 0 – 0 dts (5 – 3 dtr)                                                   | Giappone                                                                | Mondiali 2010 - Ottavi di finale                                        | -                                                                       | 94’                                                                     |
| 3-7-2010                                                                | Johannesburg                                                            | Spagna                                                                  | 1 – 0                                                                   | Paraguay                                                                | Mondiali 2010 - Quarti di finale                                        | -                                                                       |                                                                         |
| 11-8-2010                                                               | Asunción                                                                | Paraguay                                                                | 2 – 0                                                                   | Costa Rica                                                              | Amichevole                                                              | -                                                                       | 46’                                                                     |
| 26-3-2011                                                               | Oakland                                                                 | Messico                                                                 | 3 – 1                                                                   | Paraguay                                                                | Amichevole                                                              | -                                                                       | 60’                                                                     |
| 29-3-2011                                                               | Nashville                                                               | Stati Uniti                                                             | 0 – 1                                                                   | Paraguay                                                                | Amichevole                                                              | 1                                                                       | 79’                                                                     |
| 2-9-2011                                                                | Panama                                                                  | Panama                                                                  | 0 – 2                                                                   | Paraguay                                                                | Amichevole                                                              | 1                                                                       | 65’                                                                     |
| 6-9-2011                                                                | San Pedro Sula                                                          | Honduras                                                                | 0 – 3                                                                   | Paraguay                                                                | Amichevole                                                              | 2                                                                       | 61’                                                                     |
| 7-10-2011                                                               | Lima                                                                    | Perù                                                                    | 2 – 0                                                                   | Paraguay                                                                | Qual. Mondiali 2014                                                     | -                                                                       | 65’                                                                     |
| 11-10-2011                                                              | Asunción                                                                | Paraguay                                                                | 1 – 1                                                                   | Uruguay                                                                 | Qual. Mondiali 2014                                                     | -                                                                       | 4’ 68’                                                                  |
| 15-11-2011                                                              | Santiago del Cile                                                       | Cile                                                                    | 2 – 0                                                                   | Paraguay                                                                | Qual. Mondiali 2014                                                     | -                                                                       | 75’                                                                     |
| 15-8-2012                                                               | Washington                                                              | Paraguay                                                                | 3 – 3                                                                   | Guatemala                                                               | Amichevole                                                              | 1                                                                       | 46’                                                                     |
| 7-9-2012                                                                | Cordoba                                                                 | Argentina                                                               | 3 – 1                                                                   | Paraguay                                                                | Qual. Mondiali 2014                                                     | -                                                                       | 59’                                                                     |
| 11-9-2012                                                               | Asunción                                                                | Paraguay                                                                | 0 – 2                                                                   | Venezuela                                                               | Qual. Mondiali 2014                                                     | -                                                                       |                                                                         |
| 22-3-2013                                                               | Montevideo                                                              | Uruguay                                                                 | 1 – 1                                                                   | Paraguay                                                                | Qual. Mondiali 2014                                                     | -                                                                       | 5’ 65’                                                                  |
| 7-6-2013                                                                | Asunción                                                                | Paraguay                                                                | 1 – 2                                                                   | Cile                                                                    | Qual. Mondiali 2014                                                     | -                                                                       |                                                                         |
| 11-10-2013                                                              | San Cristóbal                                                           | Venezuela                                                               | 1 – 1                                                                   | Paraguay                                                                | Qual. Mondiali 2014                                                     | -                                                                       | 66’                                                                     |
| 15-10-2013                                                              | Asunción                                                                | Paraguay                                                                | 1 – 2                                                                   | Colombia                                                                | Qual. Mondiali 2014                                                     | -                                                                       | 46’                                                                     |
| 5-10-2017                                                               | Barranquilla                                                            | Colombia                                                                | 1 – 2                                                                   | Paraguay                                                                | Qual. Mondiali 2018                                                     | 1                                                                       | 77’                                                                     |
| 10-10-2017                                                              | Asunción                                                                | Paraguay                                                                | 0 – 1                                                                   | Venezuela                                                               | Qual. Mondiali 2018                                                     | -                                                                       | 56’ 73’                                                                 |
| 5-6-2019                                                                | Ciudad del Este                                                         | Paraguay                                                                | 1 – 1                                                                   | Honduras                                                                | Amichevole                                                              | 1                                                                       | 46’                                                                     |
| 9-6-2019                                                                | Asunción                                                                | Paraguay                                                                | 2 – 0                                                                   | Guatemala                                                               | Amichevole                                                              | -                                                                       | 89’                                                                     |
| 16-6-2019                                                               | Rio de Janeiro                                                          | Paraguay                                                                | 2 – 2                                                                   | Qatar                                                                   | Coppa America 2019 - 1º turno                                           | 1                                                                       |                                                                         |
| 23-6-2019                                                               | Salvador de Bahia                                                       | Colombia                                                                | 1 – 0                                                                   | Paraguay                                                                | Coppa America 2019 - 1º turno                                           | -                                                                       |                                                                         |
| 10-9-2021                                                               | Asunción                                                                | Paraguay                                                                | 2 – 1                                                                   | Venezuela                                                               | Qual. Mondiali 2022                                                     | -                                                                       | 65’                                                                     |
| 11-10-2021                                                              | Santiago del Cile                                                       | Cile                                                                    | 2 – 0                                                                   | Paraguay                                                                | Qual. Mondiali 2022                                                     | -                                                                       | 78’                                                                     |
| 21-11-2023                                                              | Asunción                                                                | Paraguay                                                                | 0 – 1                                                                   | Colombia                                                                | Qual. Mondiali 2026                                                     | -                                                                       | 85’                                                                     |
| Totale                                                                  |                                                                         | Presenze                                                                | 58                                                                      |                                                                         | Reti                                                                    | 12                                                                      |                                                                         |

## Palmarès

### Club

#### Competizioni nazionali
- División Intermedia: 1

3 de Febrero: 2004
- Campionato portoghese: 2

Benfica: 2009-2010, 2013-2014
- Coppa del Portogallo: 1

Benfica: 2013-2014
- Coppa di Lega portoghese: 5

Benfica: 2008-2009, 2009-2010, 2010-2011, 2011-2012, 2013-2014
- Campionato greco: 1

Olympiakos: 2016-2017
- Campionato paraguaiano: 6

Libertad: Apertura 2021, Apertura 2022, Apertura 2023, Clausura 2023, Apertura 2024, Apertura 2025
- Coppa del Paraguay: 3

Libertad: 2019, 2023, 2024
- Supercoppa del Paraguay: 2

Libertad: 2023, 2024

### Individuale
- Calciatore paraguaiano dell'anno: 2

2007, 2009
- Capocannoniere della Coppa di Portogallo: 2

2007-2008 (5 gol), 2012-2013 (6 gol)
- Capocannoniere del campionato portoghese: 2

2009-2010, 2011-2012
- Capocannoniere della UEFA Europa League: 1

2009-2010 (9 gol)
- Capocannoniere del campionato paraguaiano: 3

Clausura 2018 (15 gol), Apertura 2023 (10 gol), Clausura 2023 (11 gol)